# Massacre de Putis
O Massacre de Putis foi um massacre de 123 camponeses cometido pelo Exército peruano em uma aldeia rural no distrito de Santillana, na província de Huanta, na região de Ayacucho, no Peru. O massacre ocorreu em dezembro de 1984.

## Antecedentes
De acordo com um relatório de 2003 da Comissão Peruana da Verdade e Reconciliação, o grupo guerrilheiro Sendero Luminoso era muito ativo na província de Huanta desde o início do conflito interno no Peru em 1980. Em 1983, o Sendero Luminoso matou o vice-governador de Putis, Santos Quispe Saavedra, e realizou inúmeros atos de violência semelhantes em cidades próximas; como consequência, os habitantes de Putis foram forçados a se refugiar nas montanhas próximas.
Para combater esta ameaça, o Exército peruano estabeleceu uma base militar em Putis em Novembro de 1984 e apelou a todos os refugiados para que regressassem à cidade.

## Massacre

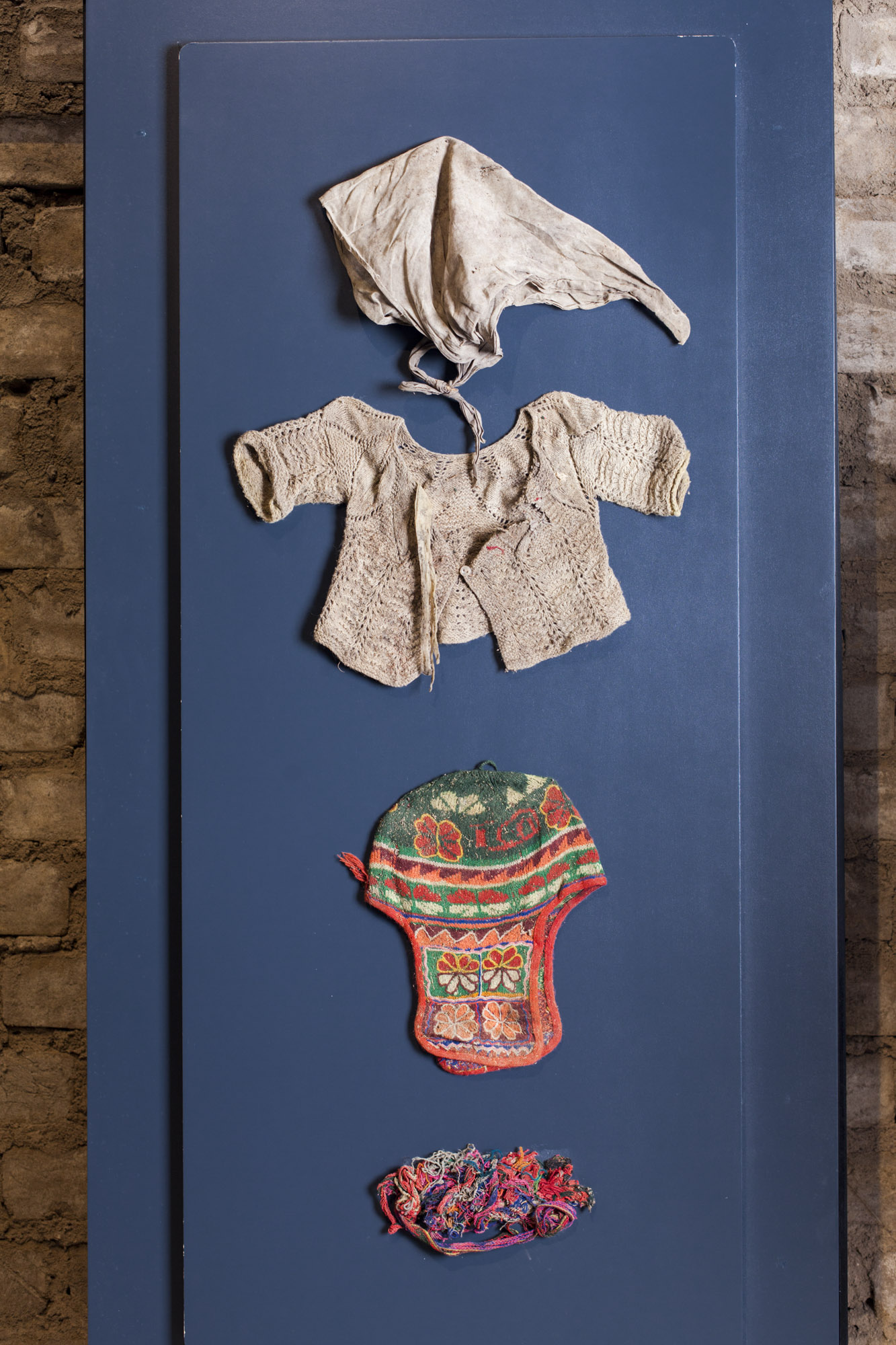
Roupas exumadas de crianças assassinadas por soldados em dezembro de 1984 e depois enterradas em Putis

Em dezembro de 1984, a maior parte da população havia retornado a Putis. Os militares ordenaram que os homens da comunidade cavassem uma cova, reuniram a população local ao redor dela, executaram todos a tiros e os enterraram na vala escavada. Acredita-se que as razões para essas execuções foram suspeitas de que os habitantes de Putis simpatizavam com o Sendero Luminoso e o desejo de roubar e vender o gado da comunidade.
O número total de vítimas é estimado em 123 homens e mulheres dos assentamentos de Cayramayo, Vizcatánpata, Orccohuasi e Putis; 19 dos assassinados eram menores. A Comissão da Verdade e Reconciliação identificou duas valas comuns em Putis, uma atrás da igreja e a outra dentro da escola. Algumas pessoas de Putis sobreviveram ao massacre permanecendo nas montanhas, onde ficaram até que algumas delas regressaram em 1997; em 2002, cerca de dez famílias viviam em Putis.

## Investigação
Em maio de 2008, um grupo de investigadores forenses iniciou a exumação das valas comuns de Putis, em decorrência de uma recomendação feita em 2003 pela Comissão da Verdade e Reconciliação para investigar todos os locais de massacre. Cerca de 50 familiares das pessoas mortas juntaram-se aos investigadores para acompanhar a recuperação dos restos mortais dos seus familiares. Apesar dos procedimentos de exumação, ninguém foi indiciado até agora pelo massacre de Putis, já que o Exército peruano se recusa a dar qualquer explicação sobre os eventos, alegando que toda a documentação relacionada foi destruída em um incêndio.
Em agosto de 2009, um funeral em massa foi realizado para noventa e duas vítimas do massacre de 1984. Os restos mortais de apenas vinte e oito foram identificados através do uso de DNA e muitos dos caixões continham apenas restos mortais parciais.